# Hannu Kamppuri
Temple de la renommée finlandais : 1998
Hannu Kamppuri (né le 1er juillet 1957 à Helsinki en Finlande) est un joueur professionnel finlandais de hockey sur glace. Il évolue au poste de gardien de but.

## Biographie

### Carrière en club
Il débute en senior dans la SM-sarja avec le Karhu-Kissat en 1974. En 1979-1980, il part en Amérique du Nord. Il joue notamment deux matchs avec les Oilers d'Edmonton dans l'Association mondiale de hockey. Il remporte le Kanada-malja 1982 et 1984 avec le Tappara. En 1984-1985, il joue treize matchs avec les Devils du New Jersey dans la Ligue nationale de hockey. Il met un terme à sa carrière en 1990 après deux saisons avec le KooKoo Kouvola.

### Carrière internationale
Il représente la Finlande au niveau international. Il prend part aux sélections jeunes. Il participe aux championnats du monde 1981, 1982, 1983, 1986 et 1987.

## Trophées et honneurs personnels

### SM-liiga
- 1978 : nommé dans l'équipe d'étoiles.
- 1979 : nommé dans l'équipe d'étoiles.
- 1981 : nommé dans l'équipe d'étoiles.
- 1981 : remporte le Trophée Urpo-Ylönen.
- 1982 : remporte le Trophée Urpo-Ylönen.
- 1983 : nommé dans l'équipe d'étoiles.
- 1984 : nommé dans l'équipe d'étoiles.
- 1984 : remporte le Trophée Urpo-Ylönen.
- 1987 : nommé dans l'équipe d'étoiles.
- 1987 : remporte le Trophée Urpo-Ylönen.